# Chaetomitrium schofieldii
Chaetomitrium schofieldii là một loài Rêu trong họ Hookeriaceae. Loài này được B.C. Tan & H. Rob. mô tả khoa học đầu tiên năm 1990.